# Reinoso
Pour les articles homonymes, voir Reinoso (homonymie).
Reinoso est une localité espagnole et une municipalité rurale du nord de l'Espagne ( municipio ) de 15 habitants (au 1er janvier 2019) dans le nord  de la province de Burgos en Castille-et-León.

## Localisation
Reinoso est situé à 36 km au nord-ouest de la capitale provinciale Burgos et à une altitude d'environ 860 m ; la ville de Miranda del Ebro est située à environ 85 km au nord-est et la ville de Briviesca à environ 8 km.

## Climat
Le climat en hiver est rude, tandis qu'en été il est tempéré et chaud ; La pluie (environ 670 mm/an) tombe principalement pendant les mois d'hiver.

## Histoire
Reinoso se trouve légèrement au-dessus du couloir de La Bureba, qui reliait la haute vallée de l'Èbre à la vallée du Douro. Le dolmen d'El Pendón , à environ 1500 m de la ville, témoigne de la présence de l'homme au Néolithique. Le clocher de l'église moderne est une indication de l'existence d'une colonie à cette époque.

## Demographie
| Année      | 1857 | 1900 | 1950 | 2000 | 2017 |
| Population | 224  | 166  | 160  | 24   | 12   |

Depuis les années 1950, la mécanisation de l'agriculture et l'abandon des petites exploitations ont entraîné une baisse importante de la population, si bien que la commune pourrait disparaître.

## Économie
Les habitants de la commune ont vécu essentiellement en autosuffisance agricole (grandes cultures, viticulture et petit élevage) ; ce n'est que depuis le milieu du XXe siècle que la production est destinée au marché national. Le tourisme joue un rôle mineur dans le revenu de la communauté mourante.

## Sites
- Le clocher (campanario) , construit en pierre de taille, est le seul reste de l'église de la ville, construite au XVIe ou XVIIe siècle. Les fonts baptismaux sans ornements et les deux cloches se trouvent encore au rez-de-chaussée.
- Le dolmen El Pendón , situé sur une colline à environ 1,5 km au sud-est et couvert d'ajoncs , est constitué de calcaire et fortement altéré. Toutes les pierres angulaires de la tombe à couloir sont manquantes, mais il reste la chambre funéraire de forme carrée.

Dans le voisinage immédiat du dolmen se trouve un tumulus.